# Semiothisa devexata
Semiothisa devexata är en fjärilsart som beskrevs av Walker 1861. Semiothisa devexata ingår i släktet Semiothisa och familjen mätare. Inga underarter finns listade i Catalogue of Life.